# 豊田巧
豊田 巧（とよだ たくみ、1967年 - ）は、日本の小説家。
元日本のコンピュータゲームメーカー・タイトーの広報担当（プロモーションチームディレクター）。

## 執筆スタイル
かなりの速筆家であり多作家でもある。小説家デビュー2年目の2013年から2015年にかけては毎年12冊、そして、2016年には本人も「最高記録」と称する年間14冊を達成し、デビューから5年で著作が『60冊』を突破、2017年末発売の「ぽんしゅでGO!」は『70冊目』となった。更にデビューから9年目にあたる2020年12月発売された『電車で行こう!  追跡! スカイライナーと秘密の鉄道スポット』でついに、生涯発行冊数『100冊』を達成した。
また、小説ジャンルにこだわることなく多種多様な執筆を行っている。児童文学小説、ライトノベルはもとより、一般書、新書、推理小説、歴史小説、SF小説、紀行文、雑誌コラムなどを、得意とする鉄道、宇宙、ミリタリーを三本柱として多様な作品を生み出してきた。
「もしも、こんな世界（人）があったら？」というような仮定の世界をリアルなものとして描写することを得意としており、その一つとして「もしも国鉄が分割民営化されていなかったら？」という仮定世界を、『RAIL WARS! -日本國有鉄道公安隊-』で描き出している。
小説執筆だけにもこだわらず、現在朝日小学生新聞で毎週掲載されている「きっぷでGO!」にはおいてはコミック原作を担当し、他にもアニメ原作のみを担当している作品もある。豊田巧が新作を提案する場合、必ず3本以上の企画書を提案するため、小説アイデアのストックは減ることなく増え続けていると語っている。また、1冊を1週間程度で書き上げるため、プロットの返事を待っている間に初稿を書き上げてしまい、待っていることも多いという。

## 来歴
奈良県出身。
1967年大阪府に生まれる。奈良県立志貴高校（現：奈良県立奈良情報商業高等学校）卒業。久留米工業大学卒業。平成2年タイトーに入社。以後、業務用開発部を経てタイトーの家庭用・業務用ゲームの広告宣伝部門責任者になる。
主な広報宣伝活動を行ったものとして『電車でGO!』シリーズ、『サイキックフォース』シリーズなど多数ある。また、ゲームプロデュースも手がけており『ローゼンメイデン』シリーズや『エレメンタル ジェレイド』といった平成に入ってタイトーが作ったアニメーションに関係するゲームは全てプロデュースを担当している。
兄が鉄道模型を趣味としていたことから自分も鉄道に興味を持ち、1997年に第1作をリリースした『電車でGO!』シリーズや『鉄道ゼミナール』を始め、タイトーが発売している作品の大半で広報・宣伝に関わっている。その趣味が取り持った縁で菊池直恵の漫画『鉄子の旅』のエピソード「『彗星』に乗って高千穂鉄道へ」に実名でゲスト出演した。その際の取材体験を基に2009年8月、小学館101新書より『鉄子のDNA』を上梓。また、同書の刊行に際して原作・水越保、作画・たかはしまもるの漫画『新新宿駅企画課 あるぷすひろば』で裏話を披露している。
また、テレ朝チャンネルの番組『拝啓!!鉄道人』に出演した際、千葉県の第三セクター鉄道会社・いすみ鉄道が2007年12月より行っていた社長公募に応募し、書類審査で落選したことを明らかにしている。出演に際しては「書類選考落選」と書かれたたすきを着用し、番組レギュラーの南田裕介と共にいすみ線を探訪した。
2009年、タイトーを退社。2010年8月、徳間書店コミックリュウ付録の『はやぶさ帰還記念本』で小惑星探査機はやぶさの技術解説を行った。その後、2010年11月、同じく徳間書店より大人のプラモランドの『vol3.はやぶさ』において構成・執筆を担当。
2010年12月20日、徳間書店よりはやぶさ (探査機)のファンブック『はやぶさLOVE講座』の講師を担当しはやぶさ (探査機)コスプレイヤー秋の「」との対談の中で「鉄道以外にも宇宙も詳しい」と書いている。
2011年3月1日集英社みらい文庫より小説家としてデビュー、『電車で行こう!』シリーズを開始。
2011年11月18日小学館ガガガ文庫より『僕は君たちほどうまく時刻表がめくれない』でライトノベルデビュー。2012年2月15日より創芸社クリア文庫より『RAIL WARS! -日本國有鉄道公安隊-』シリーズも始まっている。
2013年マッグガーデンより『小説・宇宙戦艦ヤマト2199』上下巻、2014年『小説・宇宙戦艦ヤマト2199 星巡る方舟』を発売。
2013年12月下旬には『RAIL WARS! -日本國有鉄道公安隊-』のアニメ化が決定したと発表された。創芸社クリア文庫の作品および自身の著作がアニメ化されるのは今回が初となる。
『RAIL WARS! -日本國有鉄道公安隊-』は2014年8月時点でシリーズ累計60万部を突破と発表された。
同シリーズはアニメ化後更に部数を伸ばし、2018年現在累計80万部を突破と発表されている。
2015年5月27日発売の『レールライド』（少し不思議文庫）をもって、一般書へのデビューを果たす。
2015年12月1日受付開始、2016年1月30日応募締め切りの「第5回集英社みらい文庫大賞」審査員に抜擢。
2020年12月14日に発売された『RAIL WARS! 20 日本國有鉄道公安隊』をもって同シリーズは完結した。
その為、2021年開催の第52回星雲賞 日本長編部門に『RAIL WARS！全20巻』は参考候補作になった。
但し、『RAIL WARS! 日本國有鉄道公安隊』シリーズは『Ａ』(エース)、『exp』と新シリーズがすでに2021年より開始されており、「国鉄がまだ続いていたら……」という世界はさらに広がる見せる傾向にある。
2021年4月9日よりテレビ東京系列で放送が開始されたTVアニメ『新幹線変形ロボ シンカリオンZ』において「原案協力」として豊田巧がクレジットされている。
2022年3月4日に劇場公開された『銀河英雄伝説 Die Neue These銀河英雄伝説 Die Neue These』のサードシーズン「激突」第三章において「オリジナル戦闘原案」としてクレジットされ、本人のＳＮＳにおいて「これほど嬉しいことは、たぶんもう今世ではないです」とコメントしている。
2022年7月末、クモ膜下出血により緊急搬送され暫く入院していたと本人のSNSにおいてコメントした。
『電車で行こう!』シリーズは、2022年9月16日時点で80万部を突破した。

## 作品

### ゲーム
モン★スタートラベラー（ゲームボーイアドバンス、2002年3月8日発売）
RPG。作曲服部克久、パッケージ画生頼範義が担当。
タイトー唯一の社内制作原作によるモンスター育成RPG。原作・プロデュース・宣伝を担当。
エレメンタル ジェレイド -纏え、翠風の剣-
（PlayStation 2、2005年6月30日発売）
格闘対戦ゲーム。原作東まゆみ。
アニメ原作エレメンタル ジェレイドの格闘対戦ゲーム。プロデュース・宣伝を担当。
ローゼンメイデン ドゥエルヴァルツァ（Rozen Maiden duellwalzer）
（PlayStation 2、2006年4月27日発売）
アニメ原作ローゼンメイデンのアドベンチャーゲーム。プロデュース・宣伝を担当。
ローゼンメイデン ゲベートガルテン（Rozen Maiden gebetgarten）
（PlayStation 2、2007年3月22日発売）
アニメ原作ローゼンメイデンの3D格闘対戦ゲーム。プロデュース・宣伝を担当。

### 書籍

#### シリーズ作品
- 電車で行こう！（2011年3月 - 集英社みらい文庫 既刊38巻＋外伝5巻）
- 僕は君たちほどうまく時刻表をめくれない（2011年11月 - 2012年7月 ガガガ文庫 全2巻）
- RAIL WARS! -日本國有鉄道公安隊-（2012年2月 -2020年12月 創芸社クリア文庫→Jノベルライト文庫 全20巻）
- トレインヒーロー（2013年9月 岩崎書店 全3巻）
- 宇宙戦艦ヤマト2199（2013年11月 - 2014年12月 マッグガーデン 全3巻）
- 警視庁鉄道捜査班（2016年12月 - 2017年10月 講談社ノベルス 全2巻／2019年9月 - 10月 講談社文庫 全2巻）
- ミステリー列車を追え！（2020年5月 - 2021年1月 角川つばさ文庫 全2巻）
- 撮り鉄Ｗクロス（2020年10月 - 2021年4月 あかね書房 全２巻）
- 駅に泊まろう!（2020年９月 - 、光文社文庫 既刊4巻～）
- スーパーアイドルで行こう!  （2021年1月 - 、集英社みらい文庫 既刊1巻～）
- RAIL WARS! Ａ（2021年3月12日 - Jノベルライト文庫　既刊2巻～）
- RAIL WARS! EXP（2021年11月8日 - Jノベルライト文庫　既刊2巻～）
- 信長鉄道（2021年11月15日 - ハルキ文庫、既刊2巻～）
- 絶滅クラス!  (2022年3月25日 -　小学館ジュニア文庫、既刊1巻～)

#### ノンシリーズ
- 鉄子のDNA（2009年8月 小学館101新書）
- 君とのりたいっ！（2014年11月 創芸社クリア文庫）
- ヤタガラス（2015年1月 創芸社／2016年1月 創芸社クリア文庫）
- レールライド 上り列車に見知らぬトランク（2015年6月 すこし不思議文庫）
- ガンバト！ ガンガン水鉄砲バトル!!（2016年3月 角川つばさ文庫）
- 群青旅団 BLUE ARMORED TRAIN 悪魔の巨大列車砲（2016年7月 マッグガーデン・ノベルズ）
- 異世界横断鉄道ルート66（2016年12月 富士見ファンタジア文庫）
- ぽんしゅでGO! 僕らの巫女とほろ酔い列車旅（2017年12月 ダッシュエックス文庫）
- 鉄警ガール（2019年3月 角川文庫）
- 南の島のカノン（2019年8月 アークライトノベルス）
- レールアテンダントガール 車内販売にまいりました！（2019年9月 LINE文庫）
- キスから始まる死亡フラグ！〜寝台特急北斗星に揺られて〜（2021年4月 モーニングスターブックス）

### 電子書籍専用
『君とのりたいっ!』
（SuperLite文庫、2013年11月30日発売）執筆。イラスト:NAO.
『UNDER THE SEA～女神たちと鋼鉄の預言～』
（エブリスタ、2016年11月配信開始）執筆。イラスト:ぽよよんろっく

### 新聞連載
『電車で行こう! 走る! 湾岸捜査大作戦』
（朝日小学生新聞、2013年4月1日 - 7月31日）執筆。絵：裕龍ながれ
『電車で行こう! GO! GO! 九州新幹線!!』
（朝日小学生新聞、2014年4月1日 - 5月31日）執筆。絵：裕龍ながれ
『電車で行こう! 乗客が消えた!? 南国トレイン・ミステリー』
（朝日小学生新聞、2014年5月31日 - 7月31日）執筆。絵：裕龍ながれ
『電車で行こう! 北海道新幹線と函館本線の謎。時間を超えたミステリー！』
（朝日小学生新聞、2016年4月1日 - 6月30日）執筆。絵：裕龍ながれ
『電車で行こう! 約束の列車を探せ！真岡鐵道とひみつのSL』
（朝日小学生新聞、2016年7月1日 - 8月15日）執筆。絵：裕龍ながれ
『電車で行こう! 絶景列車・伊予灘ものがたりと、四国一周の旅』
（朝日小学生新聞、2016年8月16日 - 9月30日）執筆。絵：裕龍ながれ
『電車で行こう! 財宝が眠る！？日本最南端の駅へ向かえ！ 』
（朝日小学生新聞、2021年4月1日 - 5月15日）執筆。絵：裕龍ながれ
『電車で行こう! 遠くはるかな旅立ち！シベリア鉄道と8.6光年の約束』
（朝日小学生新聞、2021年5月15日 - 6月30日）執筆。絵：裕龍ながれ
『きっぷでGO!』
（朝日小学生新聞、2017年4月1日 -2020年3月30日 - ）原作。絵：田伊りょうき

### 雑誌連載
『電車で行こう! 連結!!～つばさ事件簿～』
（鉄おも!、2015年7月1日 - 12月1日）執筆。絵：裕龍ながれ

### 共著
『5分で夢中! サイコーに熱くなる話』
（集英社みらい文庫、2017年10月27日）執筆。絵：裕龍ながれ

### コミック原作
『RAIL WARS! -日本國有鉄道公安隊- The Revolver』(ブレイドコミックス)
（マッグガーデン、2012年11月30日発売 - ）原作。作画：浅川圭司。全3巻
『きっぷでGo! あの新幹線を追え! 』(鉄道コミック 1)
（ポプラ社、2016年2月19日発売）原作。絵：木野コトラ
『きっぷでGo! 青春18きっぷ 東京～出雲の旅 』（鉄道コミック 2）
（ポプラ社、2016年7月16日発売）原作。絵：田伊りょうき
『きっぷでGo! 北海道・東北4大新幹線 乗りつぶしの旅 』（鉄道コミック 3）
（ポプラ社、2016年12月23日発売）原作。絵:田伊りょうき
『きっぷでGo! ドクターイエローに会う方法』（ポプラポケット文庫）
（ポプラ社、2017年8月22日発売）原作。絵：田伊りょうき
『きっぷでGo! 日本一のモグラ駅』（ポプラポケット文庫)
（ポプラ社、2017年12月27日発売）原作。絵：田伊りょうき
『きっぷでGo! きっぷでGo! 北へ向かえ! 私鉄のりつぎ大作戦!!』（ポプラポケット文庫）
（ポプラ社、2018年4月27日発売）原作。絵：田伊りょうき
『きっぷでGo! 普通列車で行く東北600キロの旅』（ポプラポケット文庫）
（ポプラ社、2019年1月9日発売）原作。絵：田伊りょうき
『きっぷでGo! 一畑電車を運転しよう! 』（ポプラポケット文庫）
（ポプラ社、2019年7月29日発売）原作。絵：田伊りょうき
『きっぷでGo! 星空をかけるナイトトレイン 』（ポプラポケット文庫）
（ポプラ社、2019年12月10日発売）原作。絵：田伊りょうき
『きっぷでGo! 行くぜ九州!観光列車ツアー』（ポプラポケット文庫）
（ポプラ社、2020年4月9日発売）原作。絵：田伊りょうき

### 原案協力
『新幹線変形ロボ シンカリオンZ』
（テレビ東京、2021年4月9日～）原案協力

### オリジナル戦闘原案
『銀河英雄伝説 Die Neue These　サードシーズン「激突」第三章』
（劇場公開アニメ作品、2022年3月4日～）原案協力

## 出演

### テレビ
- G-station（MXテレビ - ）
- G-station2（MXテレビ - ）

### ラジオ
- 電車でおでかけのコーナー（FMサルース：2008年10月 - ）
- 豊田巧と今野宏美の鉄子のDNA（HiBiKi Radio Station：2009年12月1日 - 2010年1月19日[17]）
- ピコピコステーション（中央FM：2013年1月27日 - 2013年2月10日[18]）

### 新聞
- 朝日小学生新聞（2011年7月16日発売号）ドキドキ書店へようこそ（電車で行こう!について小学生取材による一面特集記事）
- 朝日小学生新聞（2013年4月19日発売号）朝小と私（インタビュー記事）
- 日本海新聞（2015年3月25日発売号）山陰の鉄道の魅力語る 「電車で行こう！」豊田巧さん（インタビュー記事）

### 雑誌
- 月刊 J-novel（ジェイ・ノベル）2014年2月号（『鉄童の旅』刊行の佐川光晴と対談記事）
- 旅と鉄道　2013年11月号(発売日：2013年9月21日)（稚内から国鉄車両のみに乗って大阪までの旅行記）
- 小説現代2015年6月号(発売日:2015年6月22日)（「北陸新幹線に乗らぬ旅」旅行記）

### ネット
- フツーの女子に 「鉄子」が急増殖中（J-CAST、2009年9月5日）
- 「僕は君たちほどうまく時刻表をめくれない」についてインタビュー（ラノベニュースオンライン、2011年11月19日）
- 「“鉄道ラノベ”がいま熱い！ブームの火付け役が語るその魅力」（ダ・ヴィンチ、2014年1月）
- 「京王線の魅力満載　物語」（読売ONLINE、2015年2月10日）
- 「山陰の鉄道の魅力語る　「電車で行こう！」豊田巧さん」（Net Nihonkai、2015年3月25日）
- 「累計発行部数６０万部を突破した 人気ライトノベル作家・豊田 巧による鉄道エンタメ・ミステリーの新作が「すこし不思議文庫」に登場！「 レールライド　上り列車に見知らぬトランク 」（Big grobe　ニュース、2015年5月22日）

- 集英社みらい文庫大賞（2015年11月）
- あの伝説のゲーム､｢電車でGO！｣の誕生秘話（東洋経済ONLINE　鉄道最前線　2017年8月）
- 奇想天外｢国鉄が現在も続く｣小説の誕生秘話｢電車でGO！｣の仕掛け人が小説家に転身（東洋経済ONLINE　鉄道最前線　2017年9月）
- ｢鉄道ミステリー本｣の編集者はつらいよ 取材やトリック構築で大忙し､校閲も大活躍（東洋経済ONLINE　鉄道最前線　2017年10月）
- ラノベ作家｢本格鉄道ミステリ｣に挑んだワケ 目指したのは現代版｢新幹線大爆破｣（東洋経済ONLINE　鉄道最前線　2017年12月）